# Mathias Jørgensen
Mathias Jattah-Njie Jørgensen [jɶɐ̯ˀn̩sn̩]; (* 23. dubna 1990 Kodaň), známý pod svou mononymní přezdívkou Zanka, je dánský profesionální fotbalista, který hraje na pozici středního nebo pravého obránce za Brentford a Dánský národní tým.
Fotbal hrál za FC Kodaň, PSV Eindhoven, Jong PSV, Huddersfield Town, Fenerbahçe a Brentford.
Od roku 2008 hraje za Dánsko.

## Úspěchy
FC Kodaň
5× Dánský pohár
5× Dánský superpohár